# 陈学思
陈学思（1959年12月—），吉林长春人，中国高分子化学家，中国科学院长春应用化学研究所研究员。2019年当选为中国科学院院士。

## 生平
1982年毕业于吉林大学化学系高分子专业，获学士学位。1988年毕业于长春应化所研究生部，获硕士学位。1997年毕业于日本早稻田大学，获博士学位。